# سنقوم بدفنكم

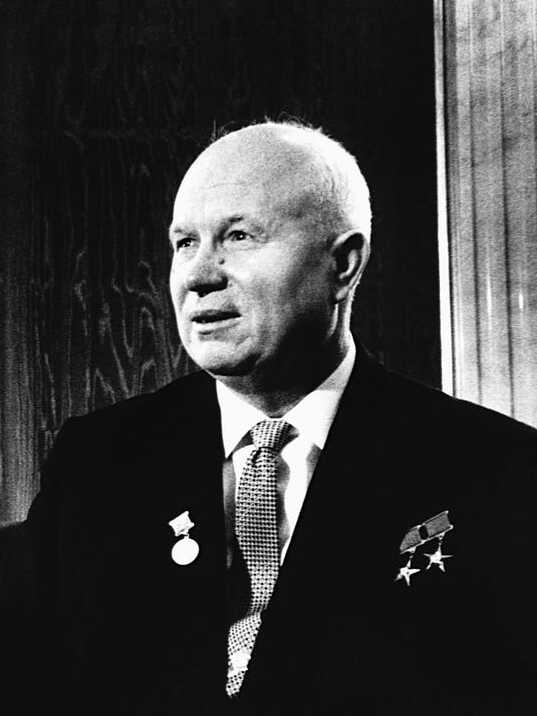
نيكيتا خروتشوف سنة 1961

سنقوم بدفنكم (بالروسية: Мы вас похороним، مي فاس بوخورونيم) هي عبارة استخدمها رئيس الوزراء السوفيتي نيكيتا خروتشوف، بينما كان يُلقي خِطاباً في حفل استقبال السفراء الغربيين في السفارة البولندية في موسكو يوم 18 نوفمبر 1956. وقد تُرجمت هذه العبارة في الأصل إلى اللغة الإنجليزية من قبل مترجم خروشوف الشخصي فيكتور سخدروف.

## التاريخ
في السياق الفعلي للجملة كان: «إذا كنتم ترغبون في ذلك أم لا، التاريخ هو في صالحنا. وسنقوم بدفنكم». وفي خِطابِه العام اللاحِق قال خروتشوف: 
 وفي وقت لاحق، في 24 أغسطس 1963، أشار خروتشوف في خطابه في يوغوسلافيا: 
حيثُ كان يُشير لمقولة ماركسية في الفصل الأول من بيان الحزب الشيوعي «إن البرجوازية هم حفاري قبورهم الخاصة، حيثُ سقوطها وانتصار البروليتاريا أمران حتميان». وقد كرر خروتشوف هذه الأطروحة الماركسية في لقاء مع صحفيين في الولايات المتحدة في سبتمبر 1959. وتم تفسير ذلك عند العديد من الأميركيين بمثابة تهديد نووي.

## انظر ايضاً
- حادثة حذاء خوروشوف